# Vlag van Bontebok

Vlag van Bontebok

De vlag van Bontebok is de dorpsvlag van het Nederlandse dorp Bontebok, in de Friese gemeente Heerenveen. De vlag werd in de huidige vorm in 1997 geregistreerd. Het ontwerp van de vlag is van de hand van J.C. Terluin.

## Beschrijving
De beschrijving van de vlag is als volgt:
In vieren gedeeld over 1/3 van de vlaglengte van geel en rood; over de deellijn een blauw kruis met een armdikte van 1/10 vlaghoogte. In de broektop een staande (zwart-witte) bonte bok en in de broekhoek een turfschep en een oplegger, schuingekruist met de stelen omhoog, alles van geel.
De kleuren zijn afkomstig van het dorpswapen.

## Symboliek
- Bonte bok: ontleend aan het wapen van Bontebok en een verwijzing naar de plaatsnaam.[3]
- Gele velden: duiden op de zandgronden van het dorp.[3]
- Rode velden: staan voor de heide die eertijds rond het dorp aanwezig was.[3]
- Turfschep en oplegger: symbolen voor de vervening rond het dorp.[3]
- Blauw kruis: staat voor de Schoterlandse Compagnonsvaart en zijn dwarswijken.[3]

## Zie ook

Wapen van Bontebok